# Alem Gereziher
Alem Gereziher (ur. 15 kwietnia 1995) – etiopska lekkoatletka specjalizująca się w biegach średnich. 
Dwukrotna brązowa medalistka mistrzostw Afryki juniorów (2011). Podczas mistrzostw świata juniorów młodszych w 2011 zajęła w biegu na 800 metrów piąte miejsce. W 2013 została juniorską mistrzynią Afryki.
Rekord życiowy w biegu na 800 metrów: 2:02,68 (1 lipca 2012, Porto-Novo). 

## Osiągnięcia
| Rok  | Impreza                               | Miejsce         | Konkurencja             | Pozycja    | Wynik   |
| ---- | ------------------------------------- | --------------- | ----------------------- | ---------- | ------- |
| 2011 | Mistrzostwa Afryki juniorów           | Gaborone        | bieg na 800 metrów      | 3. miejsce | 2:07,16 |
| 2011 | Mistrzostwa Afryki juniorów           | Gaborone        | sztafeta 4 × 400 metrów | 3. miejsce | 3:39,82 |
| 2011 | Mistrzostwa świata juniorów młodszych | Lille Metropole | bieg na 800 m           | 5. miejsce | 2:04,59 |
| 2011 | Igrzyska afrykańskie                  | Maputo          | bieg na 800 metrów      | 6. miejsce | 2:07,53 |
| 2012 | Mistrzostwa Afryki                    | Porto-Novo      | bieg na 800 metrów      | 5. miejsce | 2:02,68 |
| 2013 | Mistrzostwa Afryki juniorów           | Bambous         | bieg na 800 metrów      | 1. miejsce | 2:03,88 |
| 2013 | Mistrzostwa Afryki juniorów           | Bambous         | sztafeta 4 × 400 metrów | 2. miejsce | 3:42,28 |